# Native Sons
Native Sons è il secondo album del gruppo AOR/melodic rock scozzese Strangeways. Il disco è uscito nel 1987 per l'etichetta discografica Hangdog Records.

## Tracce
1. Dance With Somebody – 4:26
2. Only a Fool – 4:42
3. So Far Away – 4:57
4. Where Do We Go From Here – 3:58
5. Goodnight L.A. – 5:02
6. Empty Streets – 4:20
7. Stand Up and Shout – 3:28
8. Shake the Seven – 4:33
9. Never Going to Lose It – 4:47
10. Face to Face – 4:39

## Formazione
- Terry Brock - voce
- Ian Stewart - chitarra
- David Stewart - basso
- Jim Drummond - batteria